# Biegi narciarskie na Mistrzostwach Świata Juniorów w Narciarstwie Klasycznym 2022
Biegi narciarskie na 42. mistrzostwach świata juniorów odbyły się w dniach 22-27 lutego 2022 roku w norweskiej miejscowości Lygna. Zawodnicy i zawodniczki rywalizowali łącznie w 13 konkurencjach, w dwóch kategoriach wiekowych: juniorów oraz młodzieżowców.

## Wyniki juniorów
| Miejsce | Zawodnik                   | Czas    | Strata   |
| ------- | -------------------------- | ------- | -------- |
|         | Johannes Lønnestad Flaaten | 2:15,55 | —        |
|         | Elia Barp                  | 2:16,21 | +0,66    |
|         | Aleksander Elde Holmboe    | 2:18,44 | +2,89    |
| 4.      | Ike Melnits                | 2:20,83 | +5,28    |
| 5.      | Marius Kastner             | 2:27,47 | +11,92   |
| 6.      | Edvin Anger                | 3:29,62 | +1:14,07 |
| ...     |                            |         |          |
| 25.     | Łukasz Gazurek             | —       | —        |
| 39.     | Piotr Sobiczewski          | —       | —        |
| 40.     | Sebastian Bryja            | —       | —        |
| 69.     | Robert Bugara              | —       | —        |

| Miejsce | Zawodniczka           | Czas    | Strata |
| ------- | --------------------- | ------- | ------ |
|         | Maria Hartz Melling   | 2:36,17 | —      |
|         | Märta Rosenberg       | 2:36,54 | +0,37  |
|         | Jelizawieta Bekiszewa | 2:38,02 | +1,85  |
| 4.      | Nadine Laurent        | 2:39,46 | +3,29  |
| 5.      | Samantha Smith        | 2:39,48 | +3,31  |
| 6.      | Nela Půbalová         | 2:42,84 | +6,67  |
| ...     |                       |         |        |
| 41.     | Karolina Kaleta       | —       | —      |
| 56.     | Daria Szkurat         | —       | —      |
| 57.     | Zuzanna Fujak         | —       | —      |
| 70.     | Oliwia Busko          | —       | —      |

| Miejsce | Zawodnik             | Czas    | Strata  |
| ------- | -------------------- | ------- | ------- |
|         | Sawielij Korostielow | 26:15,8 | —       |
|         | Niko Anttola         | 26:37,2 | +21,4   |
|         | Aleksandr Iwszin     | 26:38,0 | +22,2   |
| 4.      | Elia Barp            | 26:56,1 | +40,3   |
| 5.      | Henrik Kvennås       | 26:56,2 | +40,4   |
| 6.      | Xavier McKeever      | 27:08,2 | +52,4   |
| ...     |                      |         |         |
| 32.     | Piotr Jarecki        | 28:08,6 | +1:52,8 |
| 39.     | Robert Bugara        | 28:18,5 | +2:02,7 |
| 58.     | Piotr Sobiczewski    | 28:54,7 | +2:38,9 |
| 69.     | Łukasz Gazurek       | 29:18,4 | +3:02,6 |

| Miejsce | Zawodniczka           | Czas    | Strata  |
| ------- | --------------------- | ------- | ------- |
|         | Darja Niepriajewa     | 14:30,1 | —       |
|         | Jelizawieta Bekiszewa | 14:33,0 | +2,9    |
|         | Emma Kirkeberg Mørk   | 14:34,1 | +4,0    |
| 4.      | Lisa Eriksson         | 14:37,9 | +7,8    |
| 5.      | Helen Hoffmann        | 14:38,4 | +8,3    |
| 6.      | Anna Heggen           | 14:42,4 | +12,3   |
| ...     |                       |         |         |
| 35.     | Karolina Kukuczka     | 15:52,7 | +1:22,6 |
| 47.     | Zuzanna Fujak         | 16:11,5 | +1:41,4 |
| 48.     | Karolina Kaleta       | 16:13,3 | +1:43,2 |
| 60.     | Oliwia Busko          | 16:39,5 | +2:09,4 |

| Miejsce | Zawodnik             | Czas      | Strata  |
| ------- | -------------------- | --------- | ------- |
|         | Aleksandr Iwszin     | 1:12:47,9 | —       |
|         | Sawielij Korostielow | 1:12:56,0 | +8,1    |
|         | Nikita Dienisow      | 1:12:59,9 | +12,0   |
| 4.      | Nikita Rodionow      | 1:13:47,1 | +59,2   |
| 5.      | Xavier McKeever      | 1:14:02,4 | +1:14,5 |
| 6.      | Henrik Kvennås       | 1:14:06,0 | +1:18,1 |
| ...     |                      |           |         |
| 49.     | Sebastian Bryja      | 1:20:51,3 | +8:03,4 |
| 59.     | Piotr Jarecki        | 1:22:39,4 | +9:51,5 |

| Miejsce | Zawodniczka                | Czas    | Strata  |
| ------- | -------------------------- | ------- | ------- |
|         | Helen Hoffmann             | 39:23,1 | —       |
|         | Lisa Eriksson              | 39:25,7 | +2,6    |
|         | Tuva Anine Brusveen-Jensen | 39:31,3 | +8,2    |
| 4.      | Märta Rosenberg            | 39:41,7 | +18,6   |
| 5.      | Anna Heggen                | 39:42,2 | +19,1   |
| 6.      | Sydney Leger-Palmer        | 39:42,3 | +19,2   |
| ...     |                            |         |         |
| 25.     | Daria Szkurat              | 42:14,7 | +2:51,6 |
| 28.     | Karolina Kukuczka          | 42:41,5 | +3:18,4 |
| 48.     | Oliwia Busko               | 43:55,8 | +4:32,7 |
| DNF     | Zuzanna Fujak              | -       | -       |

| Pozycja | Państwo           | Zawodnicy                                                                             | Czas    |
| ------- | ----------------- | ------------------------------------------------------------------------------------- | ------- |
|         | Rosja             | Nikita Rodionow Aleksandr Iwszin Nikita Dienisow Sawielij Korostielow                 | 49:16,4 |
|         | Norwegia          | Preben Horven Johannes Lønnestad Flaaten Nikolai Elde Holmboe Aleksander Elde Holmboe | +21,8   |
|         | Stany Zjednoczone | Michael Earnhart Brian Bushey Walker Hall Will Koch                                   | +22,4   |
| 4.      | Kanada            | Félix-Olivier Moreau Xavier McKeever Sasha Masson Thomas Stephen                      | +54,1   |
| 5.      | Szwecja           | Måns Skoglund Elias Danielsson Erik Larsson Edvin Anger                               | +58,2   |
| 6.      | Włochy            | Simone Mastrobattista Davide Ghio Benjamin Schwingshackl Elia Barp                    | +58,3   |
| ...     |                   |                                                                                       |         |
| 13.     | Polska            | Robert Bugara Piotr Jarecki Łukasz Gazurek Piotr Sobiczewski                          | +3:19,7 |

| Pozycja | Państwo           | Zawodniczki                                                                    | Czas    |
| ------- | ----------------- | ------------------------------------------------------------------------------ | ------- |
|         | Norwegia          | Maria Hartz Melling Emma Kirkeberg Mørk Tuva Anine Brusveen-Jensen Anna Heggen | 36:52,3 |
|         | Rosja             | Jewgienija Krupicka Darja Niepriajewa Anna Kożinowa Jelizawieta Bekiszewa      | +0,1    |
|         | Niemcy            | Verena Veit Germana Thannheimer Lara Dellit Helen Hoffmann                     | +35,4   |
| 4.      | Szwecja           | Elin Näslund Hanna Lundberg Märta Rosenberg Lisa Eriksson                      | +1:14,7 |
| 5.      | Stany Zjednoczone | Kate Oldham Samantha Smith Nina Schamberger Sydney Leger-Palmer                | +1:32,0 |
| 6.      | Francja           | Julie Pierrel Cloé Pagnier Liv Coupat France Pignot                            | +1:36,6 |
| ...     |                   |                                                                                |         |
| 11.     | Polska            | Karolina Kaleta Karolina Kukuczka Daria Szkurat Zuzanna Fujak                  | +3:01,8 |

## Wyniki młodzieżowców U23
| Miejsce | Zawodnik              | Czas    | Strata |
| ------- | --------------------- | ------- | ------ |
|         | Valerio Grond         | 2:14,95 | —      |
|         | Dienis Filimonow      | 2:15,36 | +0,41  |
|         | Magnus Øyaas Håbrekke | 2:15,62 | +0,67  |
| 4.      | Ansgar Evensen        | 2:15,84 | +0,89  |
| 5.      | Iwan Gorbunow         | 2:20,28 | +5,33  |
| 6.      | Jules Chappaz         | 2:33,66 | +18,67 |

| Miejsce | Zawodniczka                 | Czas    | Strata |
| ------- | --------------------------- | ------- | ------ |
|         | Moa Hansson                 | 2:34,79 | —      |
|         | Monika Skinder              | 2:35,28 | +0,49  |
|         | Natalja Miekrjukowa         | 2:35,29 | +0,50  |
| 4.      | Hanne Wilberg Rofstad       | 2:40,26 | +5,47  |
| 5.      | Anna Gruchwina              | 2:42,86 | +8,07  |
| 6.      | Margrethe Wettre Andreassen | 2:50,03 | +15,24 |
| ...     |                             |         |        |
| 18.     | Weronika Kaleta             | —       | —      |
| 56.     | Magdalena Kobielusz         | —       | —      |
| DNS     | Izabela Marcisz             | —       | —      |

| Miejsce | Zawodnik            | Czas    | Strata |
| ------- | ------------------- | ------- | ------ |
|         | Arsi Ruuskanen      | 40:23,0 | —      |
|         | Leo Johansson       | 40:29,7 | +6,7   |
|         | Håvard Moseby       | 40:51,1 | +28,1  |
| 4.      | Cyril Fähndrich     | 40:53,2 | +30,2  |
| 5.      | Mika Vermeulen      | 40:57,1 | +34,1  |
| 6.      | Andreas Fjorden Ree | 41:01,9 | +38,9  |

| Miejsce | Zawodniczka          | Czas    | Strata  |
| ------- | -------------------- | ------- | ------- |
|         | Anja Weber           | 29:59,8 | —       |
|         | Patrīcija Eiduka     | 30:01,1 | +1,3    |
|         | Wieronika Stiepanowa | 30:12,9 | +13,1   |
| 4.      | Izabela Marcisz      | 30:18,9 | +19,1   |
| 5.      | Nadja Kälin          | 30:19,6 | +19,8   |
| 6.      | Anastasija Falejewa  | 30:27,9 | +28,1   |
| ...     |                      |         |         |
| 11.     | Monika Skinder       | 31:19,1 | +1:19,3 |
| 21.     | Weronika Kaleta      | 32:02,9 | +1:03,1 |
| 44.     | Magdalena Kobielusz  | 33:24,5 | +3:24,7 |

| Pozycja | Państwo    | Zawodnicy                                                                | Czas    |
| ------- | ---------- | ------------------------------------------------------------------------ | ------- |
|         | Norwegia   | Mari Folkvord Håvard Moseby Andreas Fjorden Ree Kristin Austgulen Fosnæs | 49:20,5 |
|         | Francja    | Mélissa Gal Théo Schely Jules Chappaz Eve-Ondine Duchaufour              | +7,5    |
|         | Rosja      | Anastasija Falejewa Iwan Gorbunow Dienis Filimonow Wieronika Stiepanowa  | +12,2   |
| 4.      | Szwajcaria | Nadja Kälin Nicola Wigger Cyril Fähndrich Anja Weber                     | +30,6   |
| 5.      | Finlandia  | Vilma Ryytty Niilo Moilanen Arsi Ruuskanen Jasmin Kahara                 | +1:11,6 |
| 6.      | Niemcy     | Lisa Lohmann Jan-Friedrich Doerk Korbinian Heiland Kim Hager             | +1:18,8 |

## Klasyfikacja medalowa
| Poz. | Państwo           |   |   |   | złoto · srebro · brąz |
| ---- | ----------------- | - | - | - | --------------------- |
| 1.   | Rosja             | 4 | 4 | 6 | 14                    |
| 2.   | Norwegia          | 4 | 1 | 5 | 10                    |
| 3.   | Szwajcaria        | 2 | 0 | 0 | 2                     |
| 4.   | Szwecja           | 1 | 3 | 0 | 4                     |
| 5.   | Finlandia         | 1 | 1 | 0 | 2                     |
| 6.   | Niemcy            | 1 | 0 | 1 | 2                     |
| 7.   | Francja           | 0 | 1 | 0 | 1                     |
| 7.   | Łotwa             | 0 | 1 | 0 | 1                     |
| 7.   | Polska            | 0 | 1 | 0 | 1                     |
| 7.   | Włochy            | 0 | 1 | 0 | 1                     |
| 11.  | Stany Zjednoczone | 0 | 0 | 1 | 1                     |